# アレクサンドル・ナザレンコ
アレクサンドル・ワシリエヴィッチ・ナザレンコ（露: Александр Васильевич Назаренко、1948年 - 2022年1月19日）はモスクワ大学で働いていたロシア出身の歴史家である。ロシア科学アカデミーの世界歴史研究所で研究計画「中世のロシアと中央ヨーロッパ」を率いていた。

## 経歴
1948年にリトアニアのパネヴェジースで生まれる。大学で博士号を取得するべく言語学と歴史学を学んだ彼は、古代言語の詳細な知識がなくして初期の東スラヴ語群を研究することは不可能であるとの19世紀ロシアの史料編纂学に関する教義を復興させた。ウラジミール・パシュトーの信奉者とみなされたナザレンコは系譜学、貨幣学や印章学の補助的学問をより厳格に歴史学に集約させることを提唱した。この取り組みが彼にキエフ大公国の歴史に関する多くの新しい（殆どが海外）情報源を特定し発表することを認めさせた。
ナザレンコの主な研究成果は専攻論文『古代ロシアの国際関係』に要約された。2009年に出版された際、ナザレンコはこの本でロシア正教会のマカリウス賞を受賞した。
2022年1月19日、新型コロナウイルス感染症のためモスクワで亡くなった。享年74。

## 文献
- International Relations of Ancient Rus (Древняя Русь на международных путях: Междисциплинарные очерки, культурных, торговых, политических отношений IX—XII веков). Moskva: Russkiĭ fond sodeĭstviii︠a︡ obrazovanii︠u︡ i nauke. 2009, ISBN 5-91244-009-5